# Лінивка-строкатка вохристочерева
Лінивка-строкатка вохристочерева (Notharchus swainsoni) — вид дятлоподібних птахів родини лінивкових (Bucconidae).

## Поширення
Вид поширений на півдні Бразилії, сході Парагваю та крайній півночі Аргентини. Його природними середовищами існування є субтропічні та тропічні вологі низинні ліси та сильно деградований колишній ліс.

## Опис
Птах завдовжки до 23 см. Він має міцний чорний дзьоб з вигнутим кінцем, оточений вібрисами. Голова досить велика відносно до решти тіла. Коротка шия. Спина чорна. Голова біла з чорною короною та маскою. Є широка чорна грудна стрічка, а решта нижньої частини рудувата. Боки рябі. Ноги короткі і слабкі, чорного кольору.

## Спосіб життя
Трапляється під пологом лісу, хоча нерідко спускається на землі. Харчується комахами та їхніми личинками, та іншими дрібними членистоногими. Гніздо облаштовує у термітниках на деревах. Самиця відкладає 2 або 3 яскраво-білих яйця. Насиджують та доглядають за молоддю обидва батьки.